# VP9
VP9 — відкритий royalty free стандарт стиснення відео, який розробляється корпорацією Google як сучасна заміна стандарту VP8. Робочі назви: Next Gen Open Video (NGOV) та VP-Next.

## Історія
Розробка VP9 розпочалася в третьому кварталі 2011 року. Одне із завдань нового стандарту — зменшити бітрейт на 50% у порівнянні з VP8 за такої ж якості відео. Інша мета — досягти кращої ефективності кодування відео, ніж High Efficiency Video Coding.
13 грудня 2012 декодер VP9 був доданий до браузера Chromium. 21 лютого 2013 року була випущена перша стабільна версія (v.25) браузеру Google Chrome, яка підтримувала декодування VP9.
У травні 2013 року Google заявила, що проект переведено до стадії бета-тестування, а на 17 червня заплановане повне заморожування коду від внесення змін. Надалі заплановані дії з просування нового формату серед користувачів, зокрема, VP9 буде типово ввімкнутий у браузерах на базі Chromium та в сервісі Youtube.

## Технічні деталі
VP9 має багато архітектурних вдосконалень у порівнянні з VP8. VP9 буде підтримувати використання суперблоків розміром 32×32 пікселі і розробники розглядають можливість додавання підтримки суперблоків розміром 64×64 пікселі. Структура кодування дерева квадрантів буде використовуватися разом з суперблоками. Задіяні покращений алгоритм передбачення міжкардрових змін та покращена модель кодування ентропії, додані нові методи об'єднання схожих блоків в сегменти. Декодер було адаптовано для роботи на малопотужних вбудовуваних пристроях та широкий спектр режимів якості, в тому числі, кодування без втрат.